# Pilotprojekt
Et pilotprojekt eller en pilotundersøgelse (i daglig tale også kaldet "en pilot") er en forundersøgelse til en egentlig undersøgelse, et eksperiment eller et projekt. Udtrykket pilotprojekt kan referere til mange typer af undersøgelser, men som oftest er det en næsten nøjagtig kopi af den rigtige undersøgelse – dog i meget mindre skala.
Et pilotprojekt bruges ofte til at teste, om udformningen af den endelige undersøgelse lever op til de kriterier, der er opstillet for den. På den måde kan fejl ved undersøgelsens design opdages, før den egentlige (og meget dyrere) fuldstændige undersøgelse sættes i gang. Fx benytter samfundsforskere en pilotundersøgelse til at teste, om spørgsmålene i en spørgeskemaundersøgelse fungerer i praksis. Skulle der vise sig at være uhensigtsmæssige eller oplagt glemte spørgsmål, kan justering foretages i tide.
Pilotprojekter kan derfor i sidste ende være med til at sikre brugbarheden af den endelige undersøgelse eller det fulde projekt og minimerer derfor risikoen for at begå fejl eller afholde unødvendige omkostninger.